# I Am One
"I Am One" är debutsingeln av det amerikanska alternativ rock-bandet The Smashing Pumpkins, utgiven första gången i maj 1990 på skivmärket Limited Potential. En nyutgåva släpptes 1992 i samma version som den på albumet Gish, och tog sig då in på plats 73 på den brittiska singellistan.
Låten skrevs av medlemmarna Billy Corgan och James Iha, den enda singel de skrev tillsammans. Det är en rocklåt i högt tempo med element av psykedelisk rock och hard rock. Låten innehåller ett överlappande gitarrsolo, en teknik som gruppen återanvände i låtar som "Ava Adore", "Tarantula" och "Bring the Light".
1992 filmades en musikvideo till låten i regi av Kevin Kerslake. Bandet var emellertid missnöjda över resultatet och valde att inte ge ut den förrän 2001, som en del av videosamlingen Greatest Hits Video Collection.

## Låtlista

### Originalutgåvan på Limited Potential
Amerikansk 7"-vinylsingel (Limp 006)
1. "I Am One" – 4:16
2. "Not Worth Asking" – 4:00

### Nyutgåva
CD-singel (HUTCD 18), Brittisk 7"-vinylsingel (HUTT-18 A1 / HUTT-18 B1) och Brittisk 12"-vinylsingel (HUTT 18-A1 / HUTT 18-B1)
1. "I Am One" – 4:07
2. "Plume" – 3:37
3. "Starla" – 11:01

Nederländsk 10"-vinylsingel (HUTEN 18)
1. "I Am One" – 4:07
2. "Terrapin" (Syd Barrett-cover) – 2:55
3. "Bullet Train to Osaka" – 4:16

## Medverkande
- Billy Corgan – sång, gitarr, produktion
- James Iha – gitarr, fotografi (nyutgåvan)
- D'arcy Wretzky – bas
- Jimmy Chamberlin – trummor
- Butch Vig – produktion (nyutgåvan)